# Belloy-en-Santerre
Belloy-en-Santerre település Franciaországban, Somme megyében. Lakosainak száma 151 fő (2022. január 1.). Belloy-en-Santerre Flaucourt, Assevillers, Barleux, Berny-en-Santerre, Estrées-Deniécourt és Villers-Carbonnel községekkel határos.

## Népesség
A település népességének változása:
| Lakosok száma | 160  | 154  | 149  | 149  | 148  | 148  | 147  | 151  |
|               | 2013 | 2015 | 2017 | 2018 | 2019 | 2020 | 2021 | 2022 |